# Toldijk
Toldijk (Nedersaksisch: 'Toldiek') is een dorp in de gemeente Bronckhorst, in de Gelderse Achterhoek, in de Nederlandse provincie Gelderland.
Het heeft ruim 400 inwoners in het dorp en 915 inclusief de buitengebieden. Toldijk ligt aan de doorgaande weg van Doetinchem naar Zutphen. De afstand tot Zutphen bedraagt ongeveer 11 kilometer, die naar Doetinchem 13 kilometer.

## Geschiedenis
Toldijk is begonnen als kleine rustplaats op de weg van Zutphen naar Emmerik. Handelslieden die deze weg (nu de Zutphen-Emmerikseweg) volgden, konden in de omgeving van Toldijk rust vinden en aan hun dagelijkse behoeften voldoen. Zo waren er bijvoorbeeld meerdere cafés, een bakker, een kleermaker, enzovoorts. Op de Zutphen-Emmerikseweg moest men vroeger tol betalen. Bovendien lag de weg boven de omringende weilanden uit en beschermde het tegen overstromingen van de IJssel. Vandaar de naam Toldijk. Aan het begin van de negentiende eeuw werd het dorp als 'den Toldijk' vermeld op de belangrijkste route ('heerebaan') van Zutphen naar Doetinchem. Door de tijd heen nam het aantal winkels af, omdat snellere transportmogelijkheden opkwamen en men zo geen dagen hoefden te doen over de afstand tussen twee grote steden.

### Heden
Tegenwoordig is Toldijk een rustig dorpje, dat voornamelijk wordt bewoond door land- en akkerbouwers. De bebouwde kom heeft een oppervlakte van ongeveer 1 km2, het omringende gebied is enkele malen groter. Het dorp wordt omringd door de dorpen Baak, Steenderen, Achter-Drempt, Hummelo, Keijenborg en de buurtschap Bekveld. Voor de gemeentelijke herindeling behoorde Toldijk tot de gemeente Steenderen.

## Voorzieningen
In Toldijk bevindt zich het Achterhoeks Planetarium.
In een klein dorp als Toldijk zijn er weinig voorzieningen, behalve enkele middenstanders, Christelijke Basisschool De Rank en een jeugdsoos, JJC Flophouse. Deze organisatie verzorgt disco-avonden voor de jeugd en meerdere andere evenementen per jaar, zoals jaarlijks Høken in Toldiek. Het Toldijkse Oranjefeest vindt plaats tijdens het eerste weekend van juli bij café-restaurant Den Bremer.